# 中国鉄路瀋陽局集団有限公司
中国鉄路瀋陽局集団有限公司（ちゅうごくてつろしんようきょくゆうげんコンス）は、中華人民共和国中国国家鉄路集団に属する鉄道運営会社の一つである。旧称は瀋陽鉄路局。略称は瀋陽局、瀋局、瀋鉄。
瀋陽鉄路局の管理する線路の総括的な延長の長さは約17173km、営業キロは、8809.2km。
瀋陽鉄路局には長白山号が配備されている。
戦前、南満州鉄道の路線であった路線を多く抱え、鉄道設備も多くを引き継いで使用している。

## 機務段
- 瀋陽機務段（瀋段）
- 蘇家屯機務段（蘇段）
- 錦州機務段（錦段）
- 吉林機務段（吉段）
- 通遼機務段（遼段）

### 廃止機務段
- 瀋陽西機務段（西段）
- 山海関機務段（山段）
- 丹東機務段（丹段）[1]

以上、瀋陽へ統合
- 大連機務段（連段）
- 瓦房店機務段（瓦段）
- 霊山機務段（霊段）
- 本渓機務段（溪段）

以上、蘇家屯へ統合
- 長春機務段（長段）
- 新站機務段（站段）
- 渾江機務段（渾段）
- 梅河口機務段（梅段）
- 通化機務段（通段）
- 図們機務段（図段）

以上、吉林へ統合
- 阜新機務段（阜段）
- 葉柏寿機務段（葉段）
- 大虎山機務段（虎段）
- 泉陽機務段（泉段）

以上、錦州へ統合
- 赤峰機務段（赤段）
- 彰武機務段（彰段）
- 白城機務段（白段）
- 鄭家屯機務段（屯段）
- 大安北機務段（安段）

以上、通遼へ統合